# Тиницонг-Рона
Тиницонг-Рона (нем. Tinizong-Rona) — бывшая коммуна в Швейцарии, в кантоне Граубюнден.
Входит в состав региона Альбула (до 2015 года входила в округ Альбула).
Население коммуны составляет 326 человек (на 31 декабря 2013 года). Официальный код — 3541.

## История
Коммуна была образована 1 июля 1998 года в результате объединения населённых пунктов Тиницонг и Рона.
1 января 2016 года объединена с коммунами Бивио, Кунтер, Марморера, Мулегнс, Риом-Парсонц, Залуф, Савоньин и Сур в новую коммуну Сурсес.

## Достопримечательности
В населённых пунктах Тиницонг и Рона расположены католические церкви, построенные в стиле барокко.